# Баумгартнер, Элис
Элис Баумгартнер (Alice L. Baumgartner) — американская исследовательница, историк, доктор философии (2018), преподаватель истории в Университете Южной Калифорнии, автор книги ‘На Юг к свободе: Побег в Мексику и путь к Гражданской войне’ (South to Freedom: Runaway Slaves to Mexico and the Road to Civil War; New York: Basic Books, 2020), удостоенной Ralph Waldo Emerson Award (2021). Лауреат Bolton-Cutter Prize (2016).
Окончила с отличием Йель (бакалавр истории Summa cum laude, 2010; & Phi Beta Kappa).
Получила степень магистра в области латиноамериканских исследований в Оксфордском университете (2013), где была стипендиатом Родса; а также степень доктора философии по истории в Йельском университете. Являлась постдоком в Гарварде, Университете Южной Калифорнии, ассистент-профессор последнего с 2021 года. Публиковалась в Journal of American History.
Её первая книга South to Freedom также стала выбором редакторов New York Times и финалистом Los Angeles Times Book Award. Книгу довольно высоко оценил Дэвид Блайт. Для её создания автору довелось поработать в 28 архивах трех стран.